# (37569) 1989 UG
(37569) 1989 UG là một tiểu hành tinh vành đai chính. Nó được phát hiện bởi Yoshiaki Oshima ở Gekko Observatory ở Shizuoka Prefecture of Nhật Bản, ngày 23 tháng 10 năm 1989.